# 薩斯喀徹溫立法議會
萨斯喀彻温立法议会（英語：Legislative Assembly of Saskatchewan）是加拿大薩斯喀徹溫省的立法機關。議會位於里贾纳。由61名議員組成。

## 各政黨席次
目前議會中的各政黨席次如下：
| 黨團     | 黨團       | 議員數 |
| -------- | ---------- | ------ |
|          | 薩克其萬黨 | 34     |
|          | 新民主黨   | 27     |
| 合計     | 合計       | 61     |
| 執政多數 | 執政多數   | 3      |